# Skulptur i Pilane

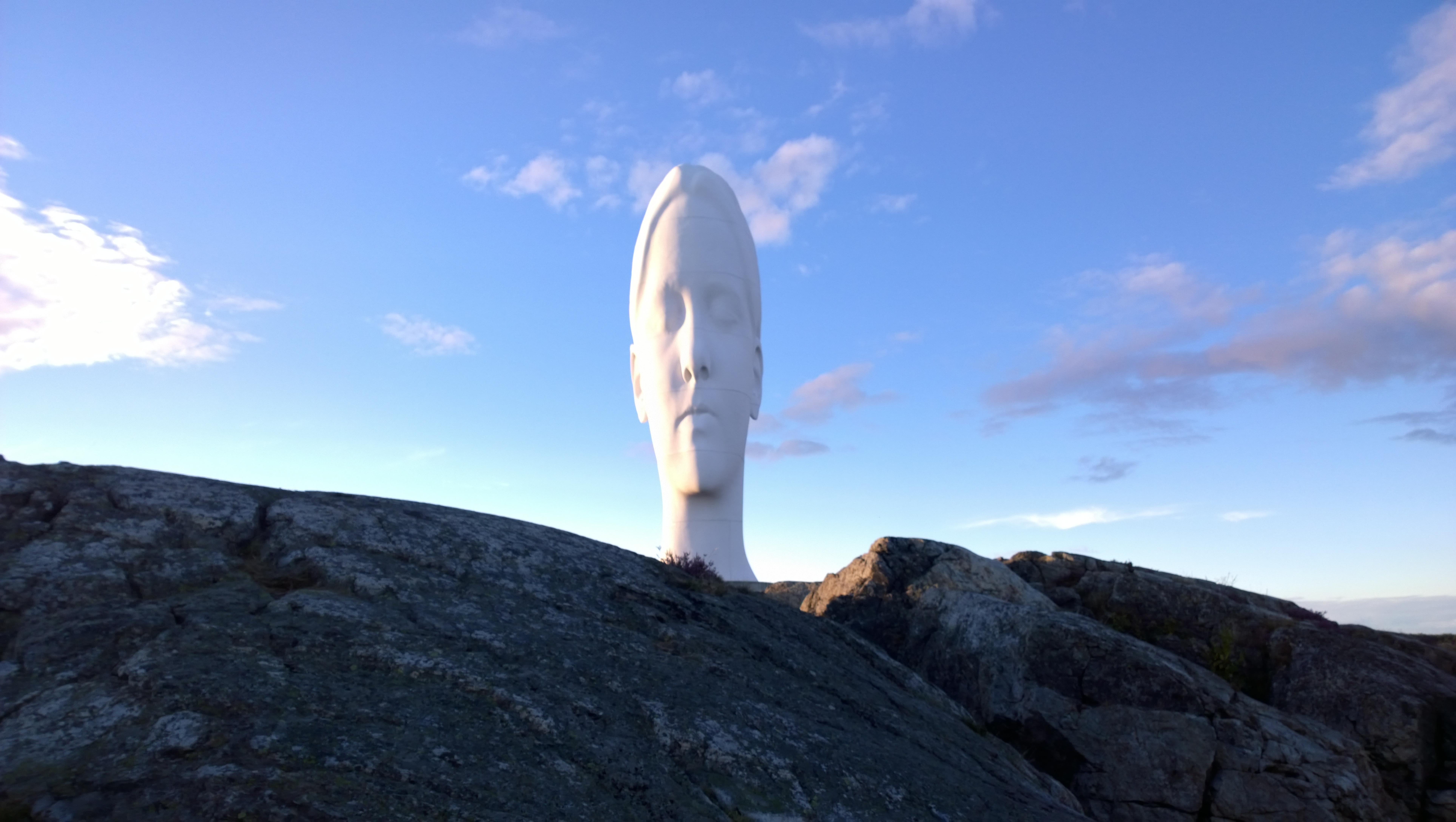
Jaume Plensas 14 meter höga kolossalskulptur Anna (2015).

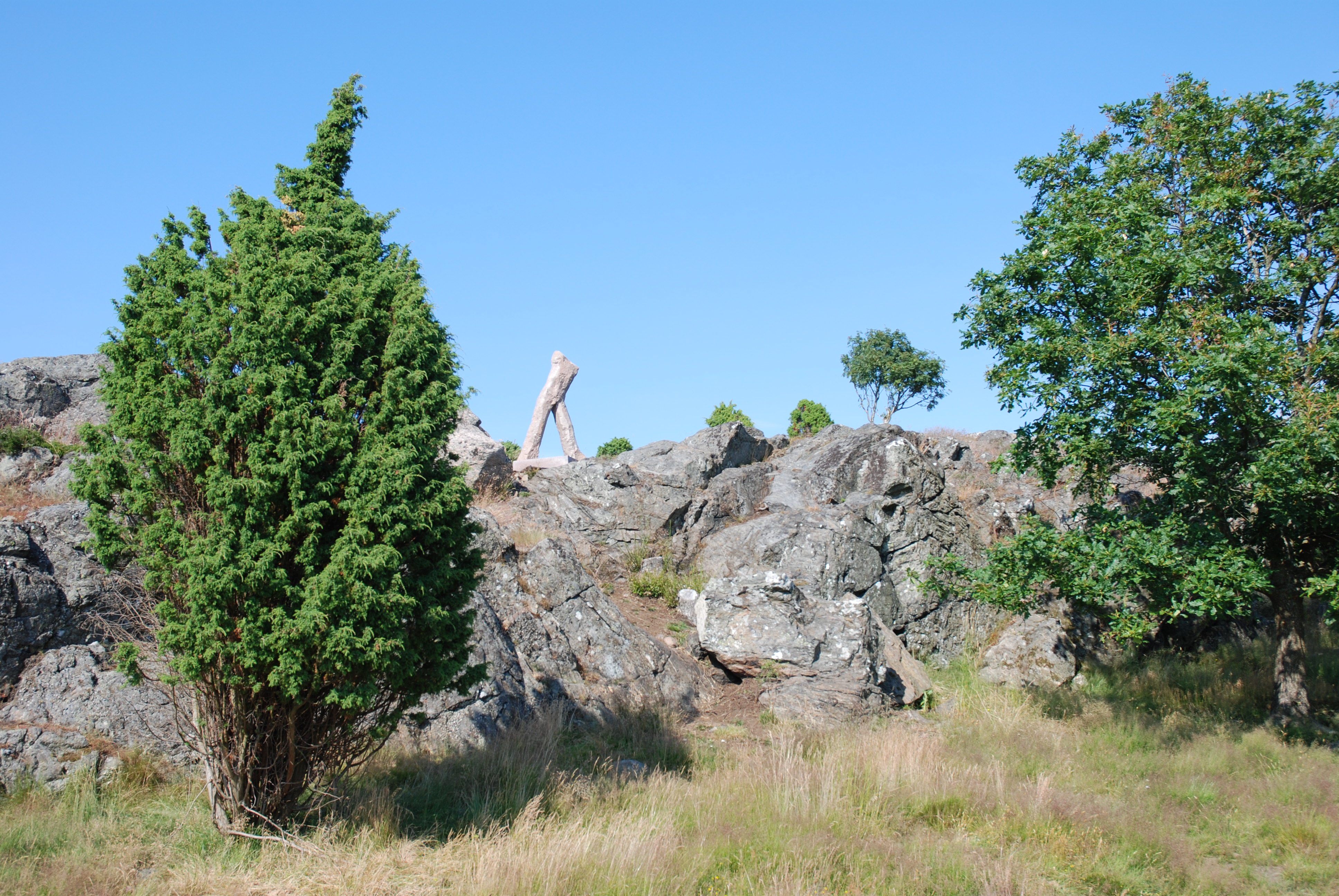
Kristian Blystad: Gående (2007), Bohusgranit.

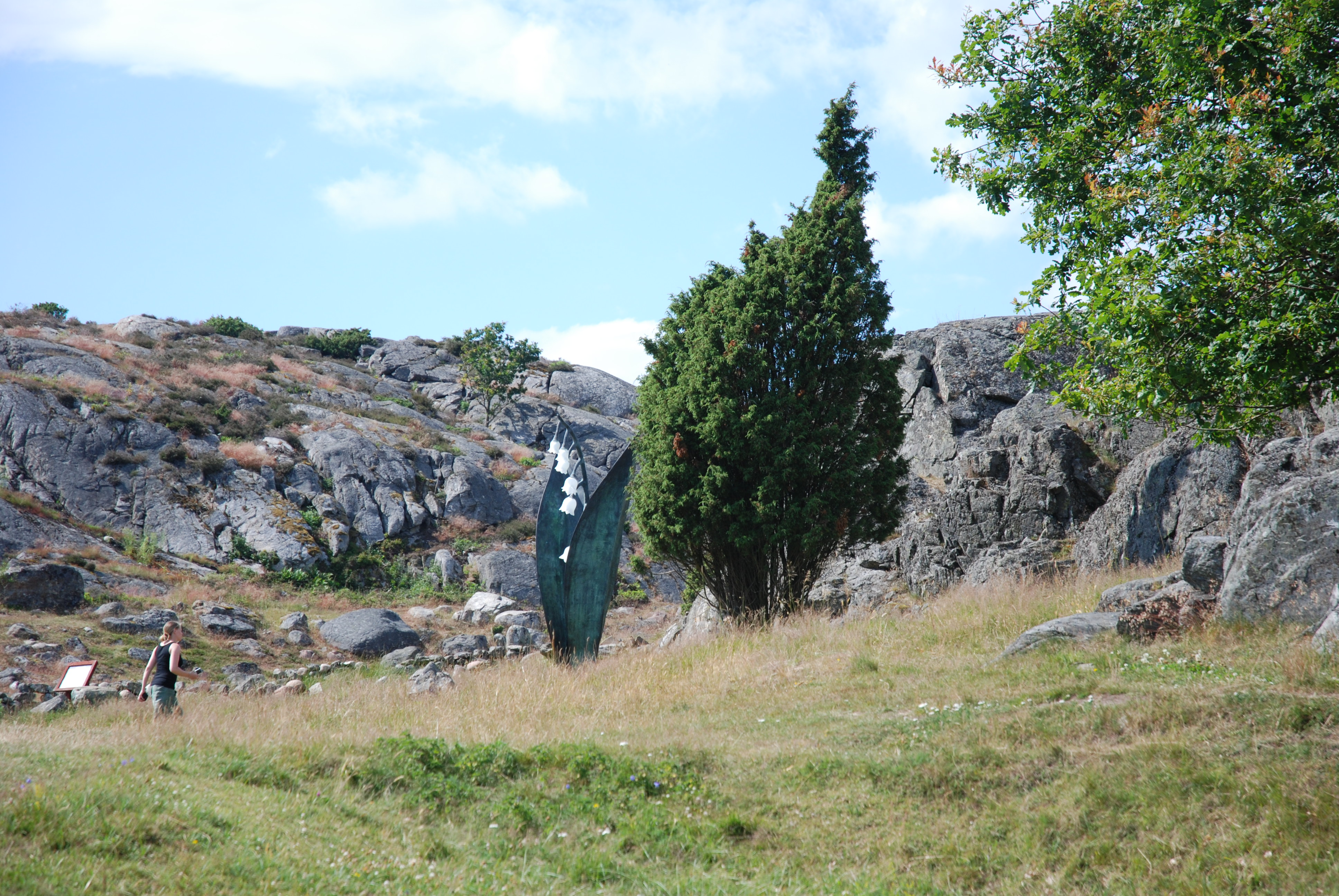
Klara Kristalovas Liljekonvalj, brons och glas, 2011.

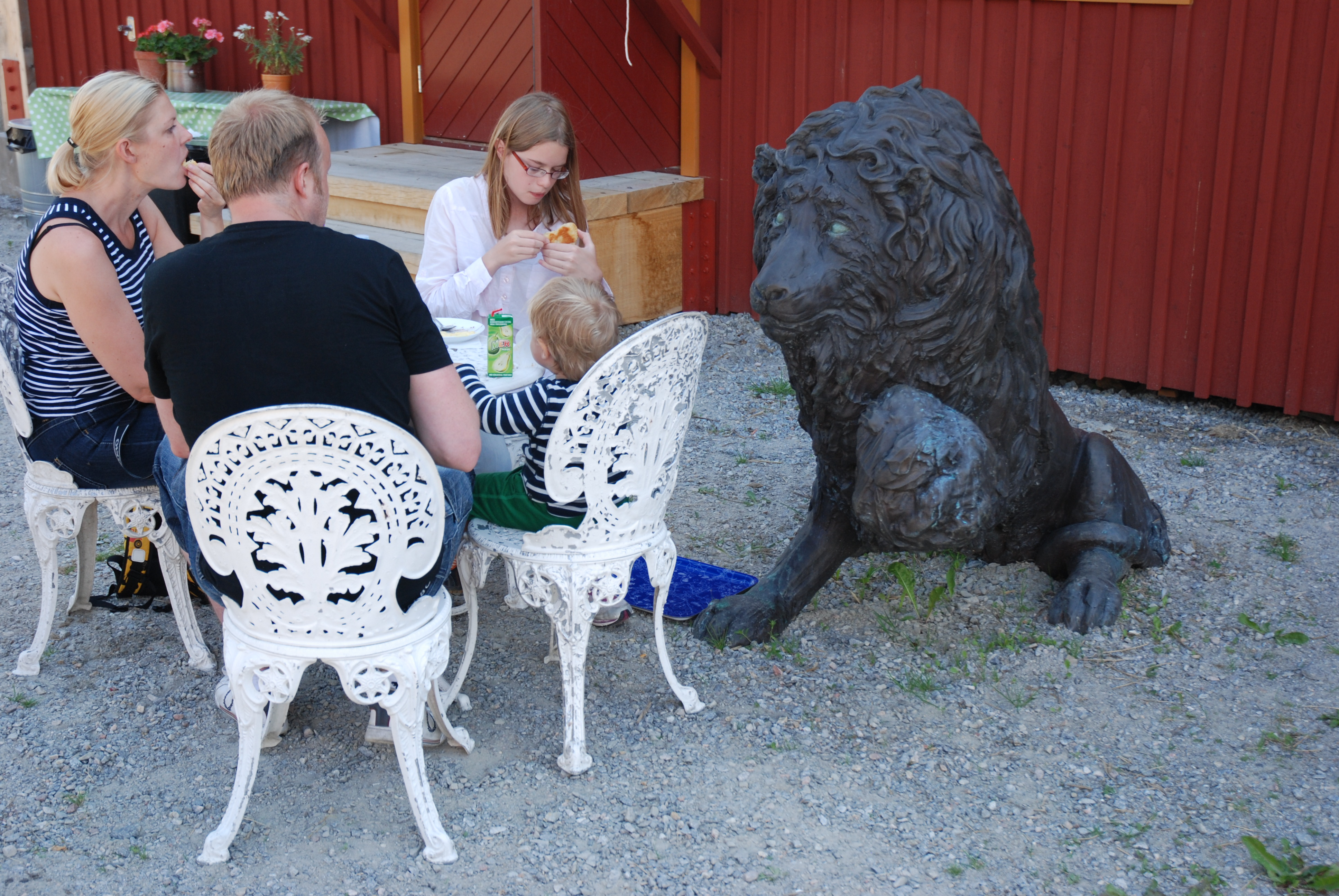
Lion av Laura Ford, sommaren 2011.

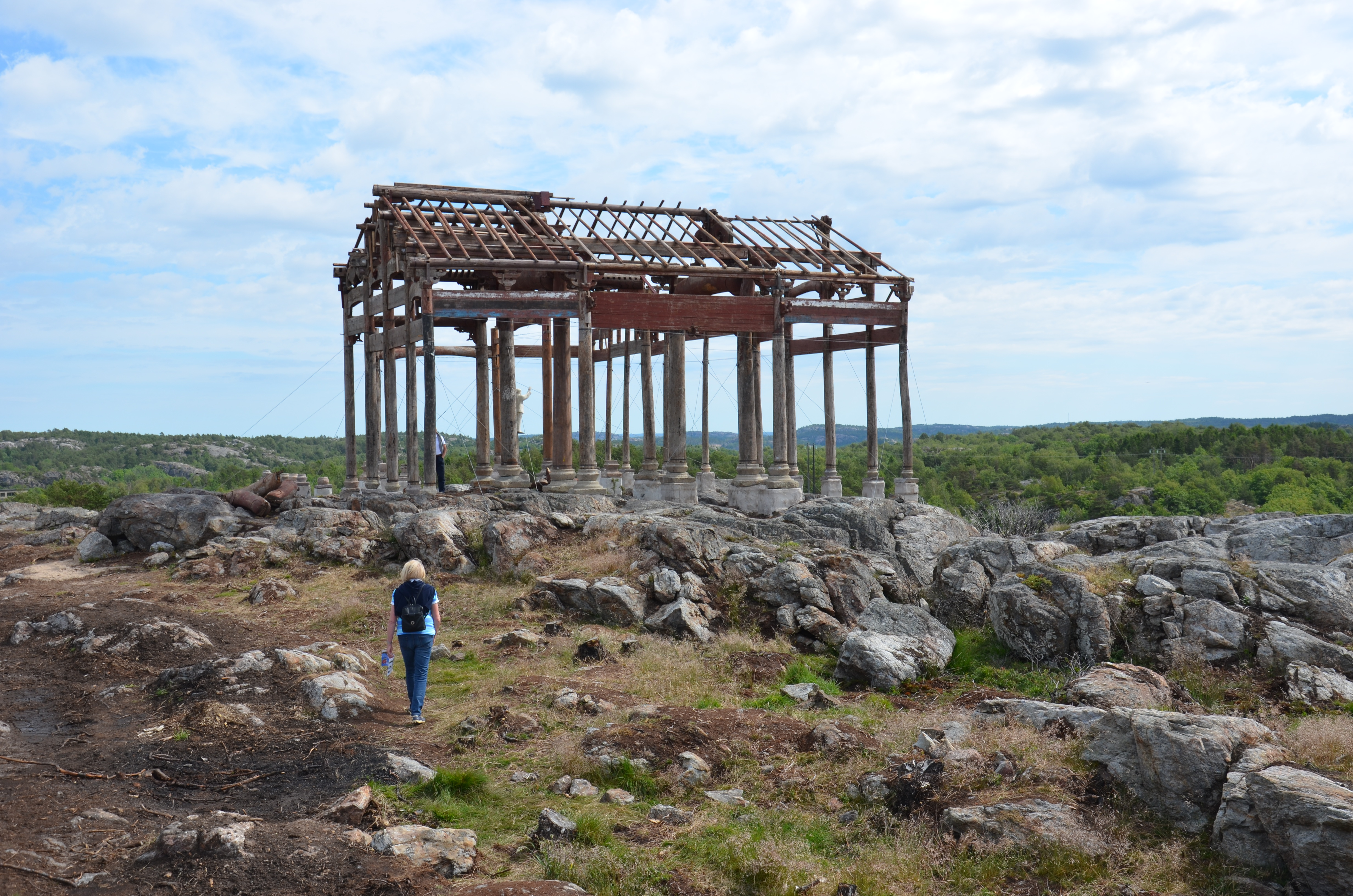
Zhang Huans Spread the sunshine over the earth, trä, sommaren 2012.

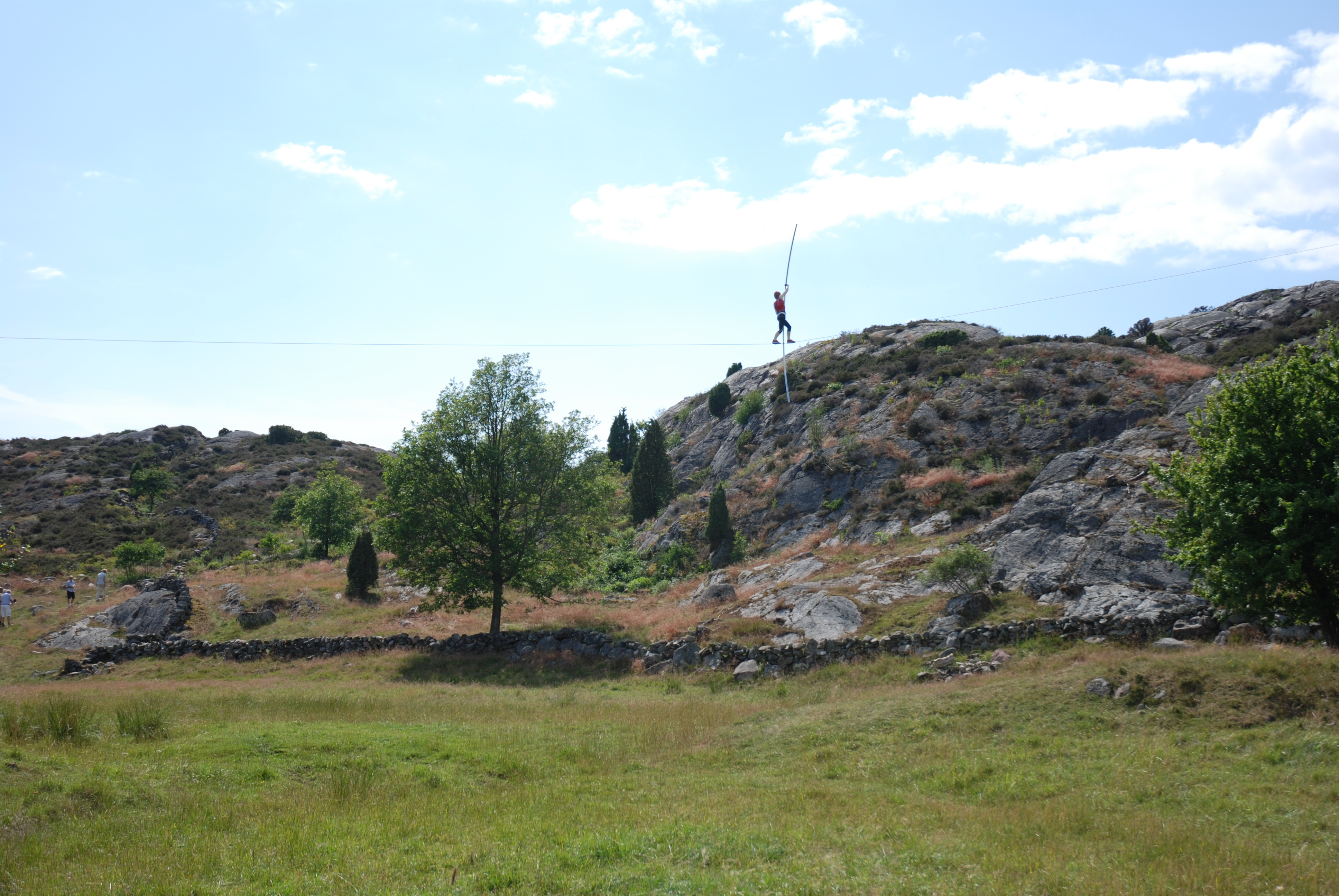
Eric Langerts Allt är möjligt, 2011, en lindansare som balanserar över dalgången.

Skulptur i Pilane är en konstutställning och en skulpturpark på nordvästra Tjörn, som drivs av Pilane Heritage Museum.
Sedan 2007 har det årligen arrangerats en skulpturutställning intill Pilane gravfält. Gravfältet, som ägs av Riksantikvarieämbetet, arrenderas som fårbetesmark av utställningarnas initiativtagare.  
Under första året besöktes utställningen av 60 000 personer. Sedan 2016 är Jaume Plensas 14 meter höga kolossalhuvud Anna (2015) permanent utställt på platsen.

## Utställningar i urval

### 2014
30 000 besökare kom till Skulptur i Pilane 2014. Konstnärer som ställde ut var:
- Xavier Veilhan
- Jacob Dahlgren
- Laura Ford
- Tony Cragg
- Ylva Kullenberg
- Jan Järlehed
- Torsten Jurell

Dessutom kvar från utställningen 2013:
- Karl Chilcott
- Claes Hake

### 2015
Sommaren 2015 hade Skulptur i Pilane öppet 16 maj till 30 augusti. Konstnärer som ställde ut verk var:
- Bernar Venet
- Katrine Helmersson
- Erwin Wurm
- Lotta Hannerz
- Tony Cragg
- Linn Grandlund
- Maria Miesenberger
- Greger Ståhlgren
- Laura Ford

### 2016
Konstnärer som ställde ut i Pilane sommaren 2016 var:
- Jaume Plensa - med skulpturen Anna - ett stort marmorhuvud placerat högst upp på berget
- Alice Aycock
- William Tucker
- Tony Cragg
- Helena Mutanen
- Maria Miesenberger
- Bård Breivik
- Martin Sjöberg
- Aase Texmon Rygh
- Morten Löbner Espersen
- Bettina Pousttchi
- Leo Pettersson

### 2023
Konstnärer som ställer ut i Pilane sommaren 2023 är:
- Ai Weiwei - Roots - ju gigantiska rötter från underjorden
- Jaume Plensa - Anna - ett stort marmorhuvud placerat högst upp på berget
- Tony Cragg - Pool
- Hans Gothlin - Around and Around
- Anna Fasshauer - Cancan
- Maria Missenberger -  TBD
- Ingrid Ogenstedt - TBD

## Priser och utmärkelser
- Pilane skulpturpark tilldelades Bohuspriset 2022 av Thordénstiftelsen.[4]

## Galleri

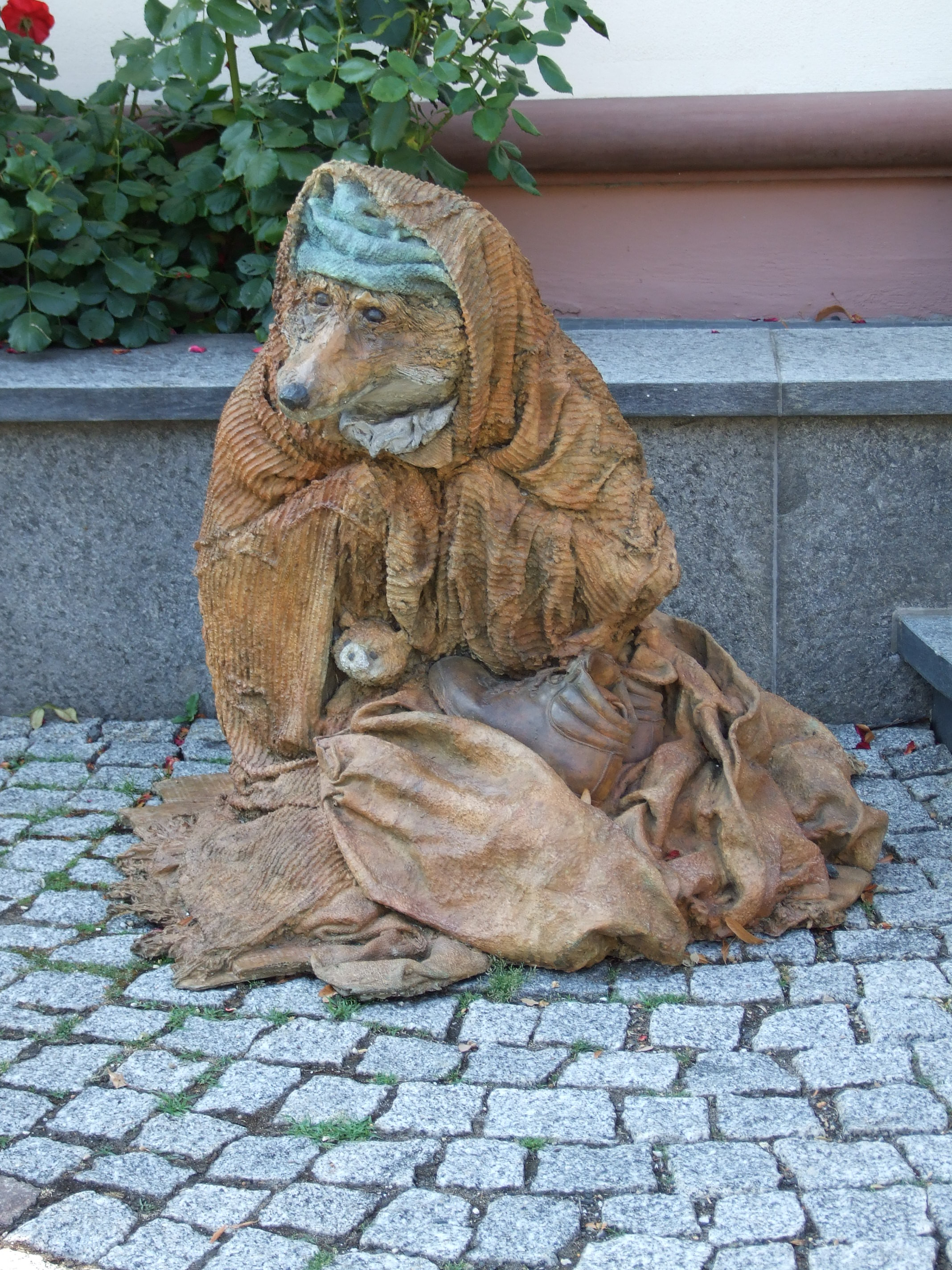
Rag and Bone with blanket (Hemlös räv) i Bad Homburg 2009 av Laura Ford som tidigare har funnits i Pilane.
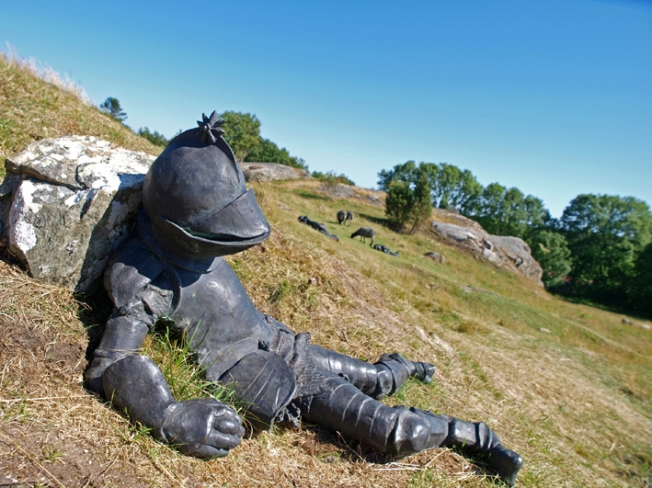
Armour Boys, Laura Ford
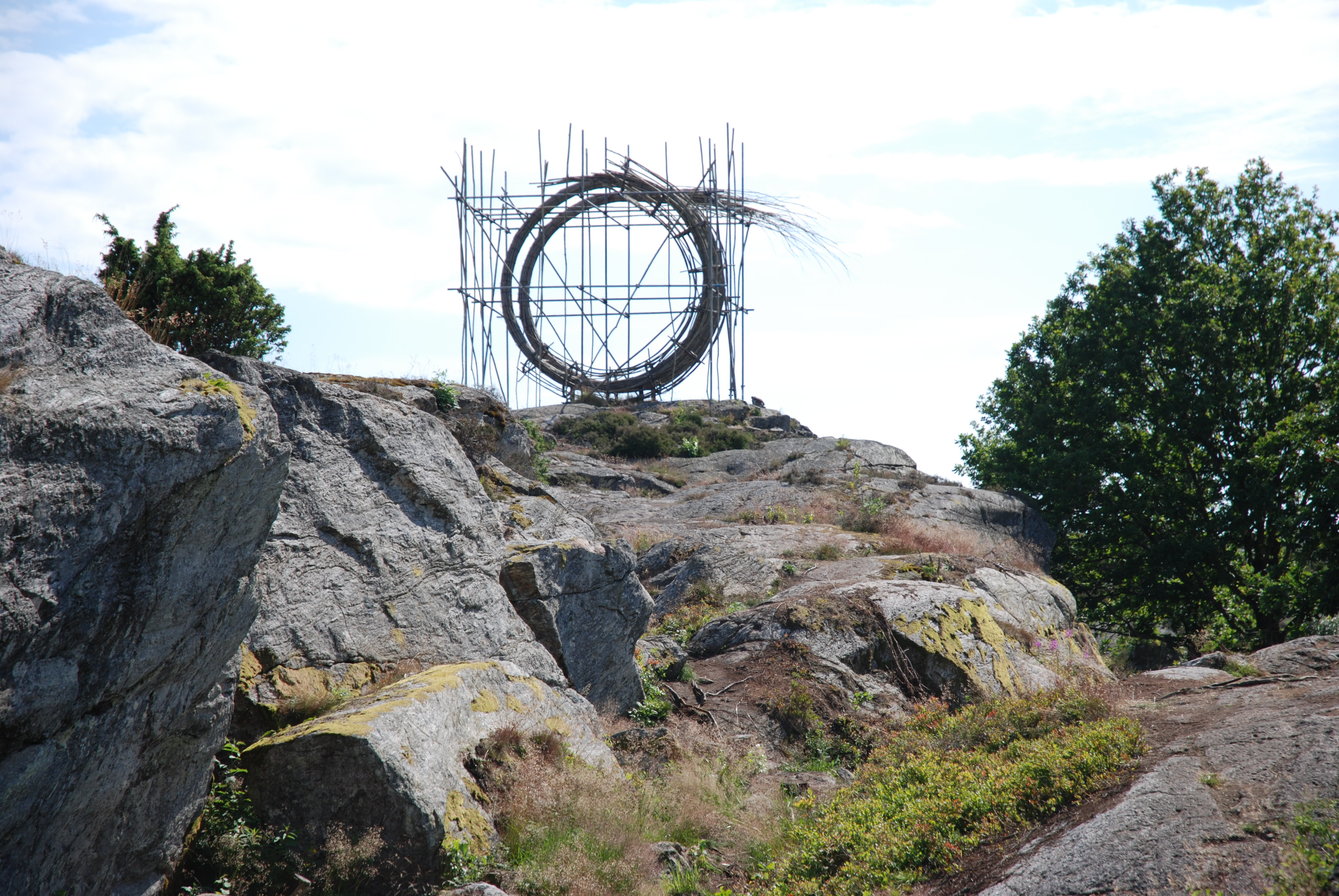
Sprung, Leo Pettersson
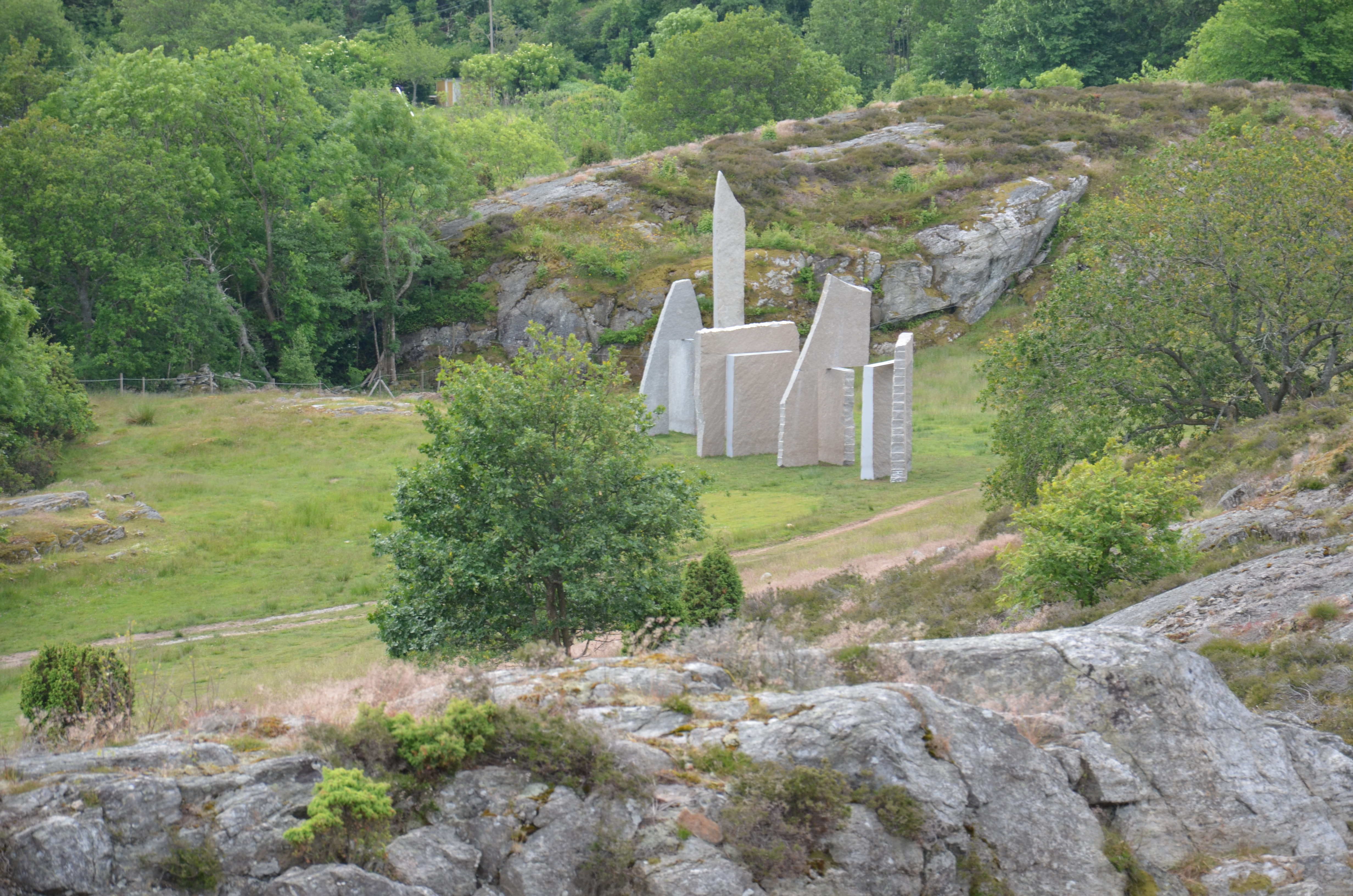
Wall Street, 2012, av Claes Hake
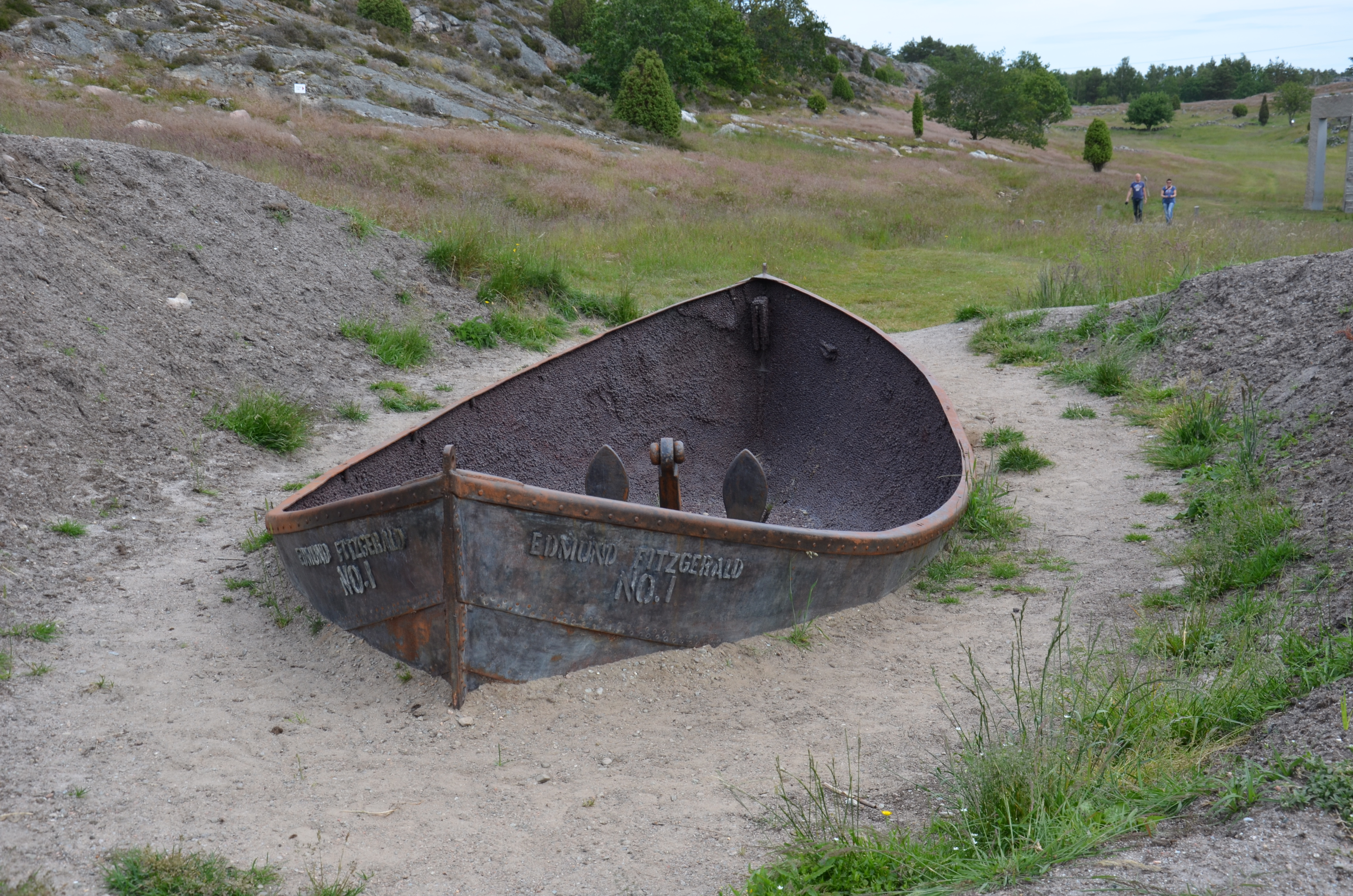
You gotta go out, you don´t have to come back, en installation från 2011 av Keith Edmier.
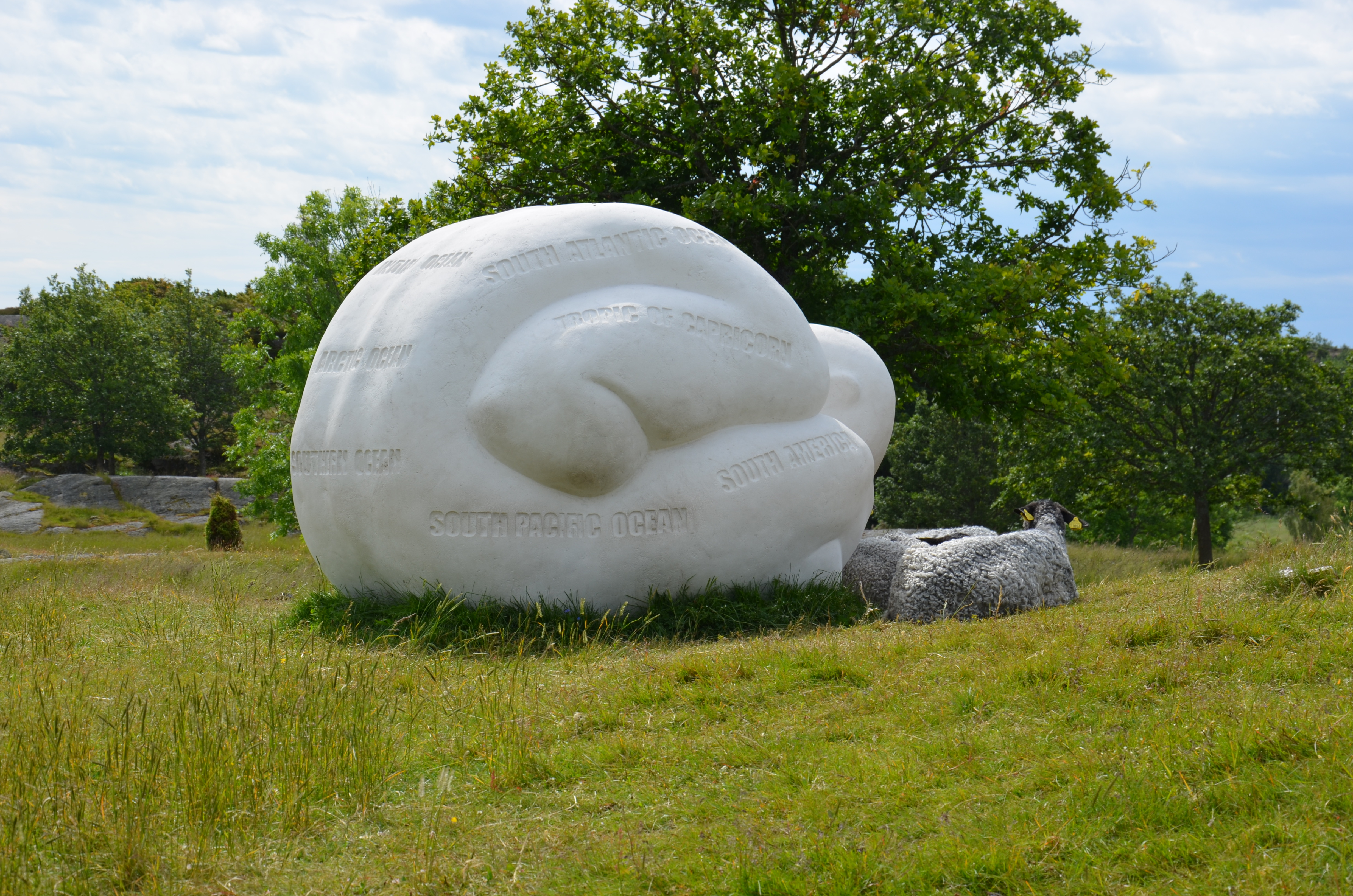
Jaume Plensas Grand latent blanc, 2012,
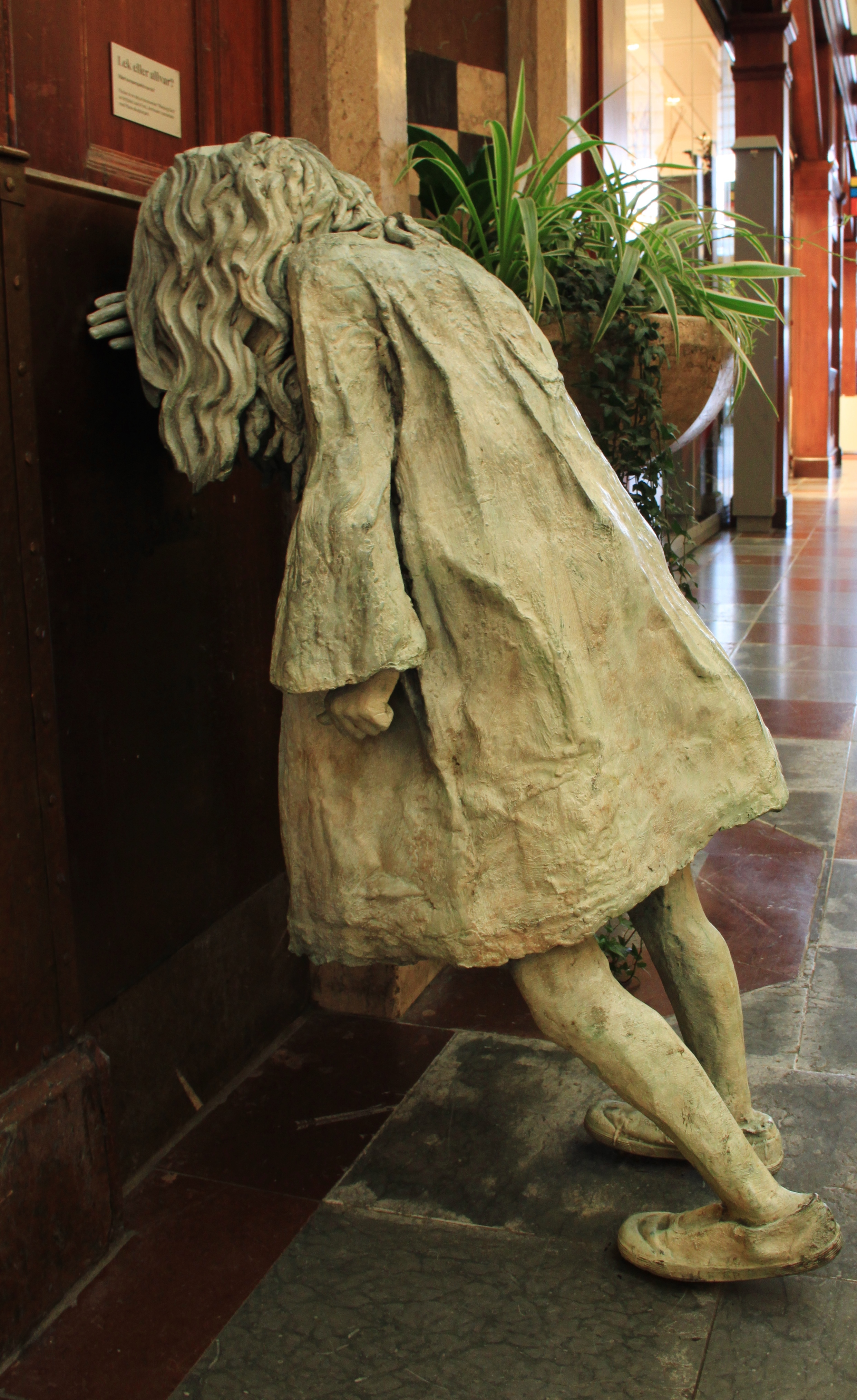
En av skulpturerna från Laura Fords Weeping Girls som numera står på Göteborgs centralstation.
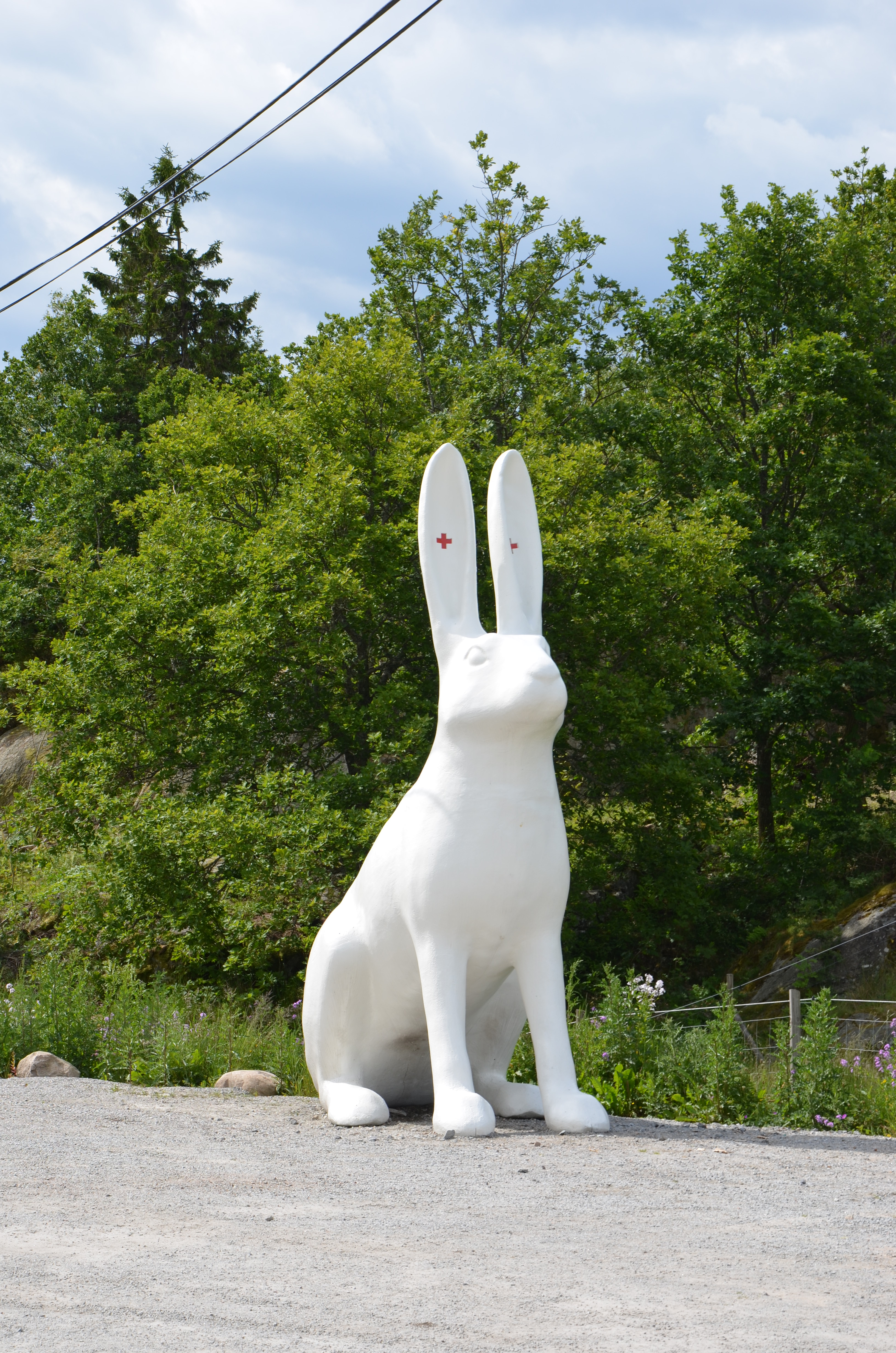
Kent Karlssons Giant Aid Rabbit, 2011, som flera år stod vid parkeringen och entrén till området. Foto taget 2012.